# Wyrok (powieść)
Wyrok – polski thriller prawniczy autorstwa Remigiusza Mroza. Powieść jest dziesiątą częścią serii o adwokat Joannie Chyłce i Kordianie Oryńskim. Została wydana nakładem wydawnictwa Czwarta Strona w 2019 roku.

## Odbiór
Powieść zdobyła średnią ocenę 7.3/10 na portalu Lubimy Czytać, przy 7385 ocenach. Użytkownicy strony napisali ponad 600 opinii o książce.